# Citharomangelia planilabroides
Citharomangelia planilabroides é uma espécie de gastrópode do gênero Citharomangelia, pertencente à família Mangeliidae.